# NGC 1661
NGC 1661 este o galaxie spirală situată în constelația Orion. A fost descoperită în 21 decembrie 1881 de către Édouard Stephan⁠(d). Se află la o distanță de 120,47 de megaparseci de Pământ.